# Нікколо Піччінні
Віто Нікколо Марчелло Антоніо Джакомо Піччінні (італ. Vito Niccolò Marcello Antonio Giacomo Piccinni; 16 січня 1728, Барі — 7 травня 1800, Пассі, поблизу Парижа) — італійський та французький композитор.

## Біографія
Народився у сім'ї музиканта. Спочатку його ім'я було Niccolò Vito Piccinni, але з приїздом у Францію він скасував друге n у своєму прізвищі, наблизивши таким чином його до французької вимови. В радянській лексичній традиції (БРЭ, МЭ, МЭС та ін.) прийняте написання з двома літерами «ч» і двома літерами «н».
Видатний представник нового покоління неаполитанської оперної школи, він збагатив мелодику жанру опери-буффа, вніс у музику ліризм, розширив використання оперного оркестру, арій та ансамблів. Всього він є автором 127 опер.
Вперше виступив як композитор у жанрі опери-буффа у 1754 р., написавши на лібретто Антоніо Паломба[en] оперу «Розгнівані жінки», котра була поставлена на сцені неаполітанського театру «Фьорентіні[it]». Опера «Добра дочка» за романом Річардсона сприяла перетворенню італійської комічнох опери в ліричну музичну комедію. Паралельно розвивав і оперу-серіа.
У 1767 році він був одним з головних претендентів на місце капельмейстера при дворі королів Неаполя, але його обійшов молодой композитор Джан Франческо де Майо.

Наприкінці 1776 року, прийнявши запрошення Французького двору бути викладачем співу для королеви Марії-Антуанетти і очолити паризький Італійський театр, він переїхав у Париж, де опинився у центрі музично-суспільної боротьби між «глюкистами» (прихильниками музичної школи співпереживань К. В. Глюка) і «піччіністами» - прихильниками його власної музики з класичною літературно-драматичною основою та зовнішньою красою.

Особливо загострились суперечки, коли в Париж в 1776 р. приїхав італійський оперний композитор Нікколо Піччінні, що зіграв позитивну роль у розвитку італійської opera-buffa. Щодо opera-seria Піччінні, зберігав традиційні риси цього напряму, стояв на старих позиціях. Тому вороги Глюка вирішили протиставити йому Піччінні й розпалити між ними суперництво. Ця полеміка, що продовжувалася протягом декількох років і вщухла лише після від'їзду Глюка з Парижа, отримала назву «війни глюкістів и піччінністів». Боротьба партій, згуртованих навколо кожного з композиторів, не відображалась на стосунках між ними самими. Піччінні, що пережив Глюка, казав, що він багато чим зобов'язаний останньому, і дійсно, в своїй опері «Дідона» Піччінні використовував оперні принципи Глюка.
Поступово послідовники школи Глюка, серед котрих Антоніо Сальєрі та Антоніо Саккіні, потроху витіснили його твори з головних оперних сцен.
З 1784 по 1789 рік він був професором Королівської школи співу і декламації.
Його ім'ям названа консерваторія у Барі, де навчалися багато світових славетних музикантів, у тому числі Фабіо Мастранджело та ряд інших. Також його ім'я носить театр у Барі — Театр Піччіні, заснований у 1854 році.
Піччіні був масоном і був членом величної Масонської Ложі «Дев'ять Сестер».

### Нащадки
- Син: Луїджі Піччіні (1766—1827) — композитор, написав кілька опер для театрів Парижа і Неаполя.
- Онук: Алессандро Піччінні (Luigi Alessandro Piccinni) (1779—1850) — французький композитор.

## Вибрані твори
- 1754 — опера «Розгнівані жінки» (театр «Фьорентіні», Неаполь).
- 1756 — опера «Зиновія» (театр «Сан-Карло», Неаполь).
- 1760 — опера «Добра дочка» («Чеккина») на лібретто К. Гольдоні за романом «Памела, або нагороджена чеснота» Річардсона («Театр делле Даме», Рим)
- 1778 — опера «Роланд» (театр «Гранд-Опера», Париж)
- 1780 — «Атіс»
- 1781 — «Іфігенія в Тавриді» (театр «Гранд-Опера», Париж). Оперу з такою ж назвою на той же сюжет створив у 1779 році і Глюк, що викликало новий етап творчих баталій.
- 1783 — «Дідона».
- 1785 — «Пенелопа».
- Три ораторії, у тому числі «Смерть Авеля» (1792) — взірець бравурного вокального стилю.